# Кирилл (Шумлянский)
Епископ Кирилл (Константин Шумлянский; ум. 30 ноября 1726) — епископ Переяславский и Бориспольский, викарий Киевской епархии.
Сын епископа Луцкого Афанасия (Шумлянского). Служил при дяде своём епископе Иосифе (Шумлянском) и был униатом, так как на Луцкую кафедру его кандидатуру предложил сам король польский и выдал ему утверждение на епископство как униату. Однако Кирилл пожелал принять посвящение в епископский сан от православного Киевского митрополита.
В 1711 году он был хиротонисан во епископа Луцкого митрополитом Киевским Иоасафом (Кроковским). Это посвящение было большим огорчением для униатов, которые считали Луцкую епархию своею. Униаты во главе со своим митрополитом Юрием Винницким стали принимать все меры к тому, чтобы удалить Кирилла с Луцкой кафедры. Они обратились за помощью к Папе Римскому. Папа направил послание королю, и король под сильным давлением папы 17 октября 1711 года издал свою грамоту, которою требовал от всего русинского духовенства и шляхетства Луцкой епархии, чтобы Кирилла (Шумлянского) никто не признавал за епископа и не оказывал ему никакого послушания и уважения. За Кирилла взялся хлопотать сам Пётр I, отправив польскому королю грамоту, но «по той грамоте не только никакого удовольствия не показано, но и ответа на оную не учинено».
После появления этой грамоты положение епископа Кирилла стало нетерпимым, и он в 1715 году удалился в Киев.
В октябре 1715 году (по другим источникам, в 1716 году) Кирилл был назначен епископом Переяславским, коадъютором Киевской митрополии.
По занятии кафедры епископа Переяславского продолжал свои прежние связи с некоторыми оставшимися Православными монастырями и церквами польской — Правобережной Украины, продолжая именоваться «епископом Луцким и Острожским и належащих в короне польской» мест. Последнее обстоятельство сыграло роль прецедента, на основании которого преемники Кирилла по Переяславской кафедре поддерживали сношения с Православным населением Заднепровской Украины и «имели попечение о его церковных нуждах…».
После смерти Киевского митрополита Иоасафа (Кроковского) епископ Кирилл управлял делами Киевской митрополии до 1722 года.
Скончался 30 ноября 1726 года (по другим источникам, в 1724 году).